# Teatro de la Zarzuela
Il Teatro de la Zarzuela è un teatro dell'opera di Madrid, specializzato nel genere della zarzuela.

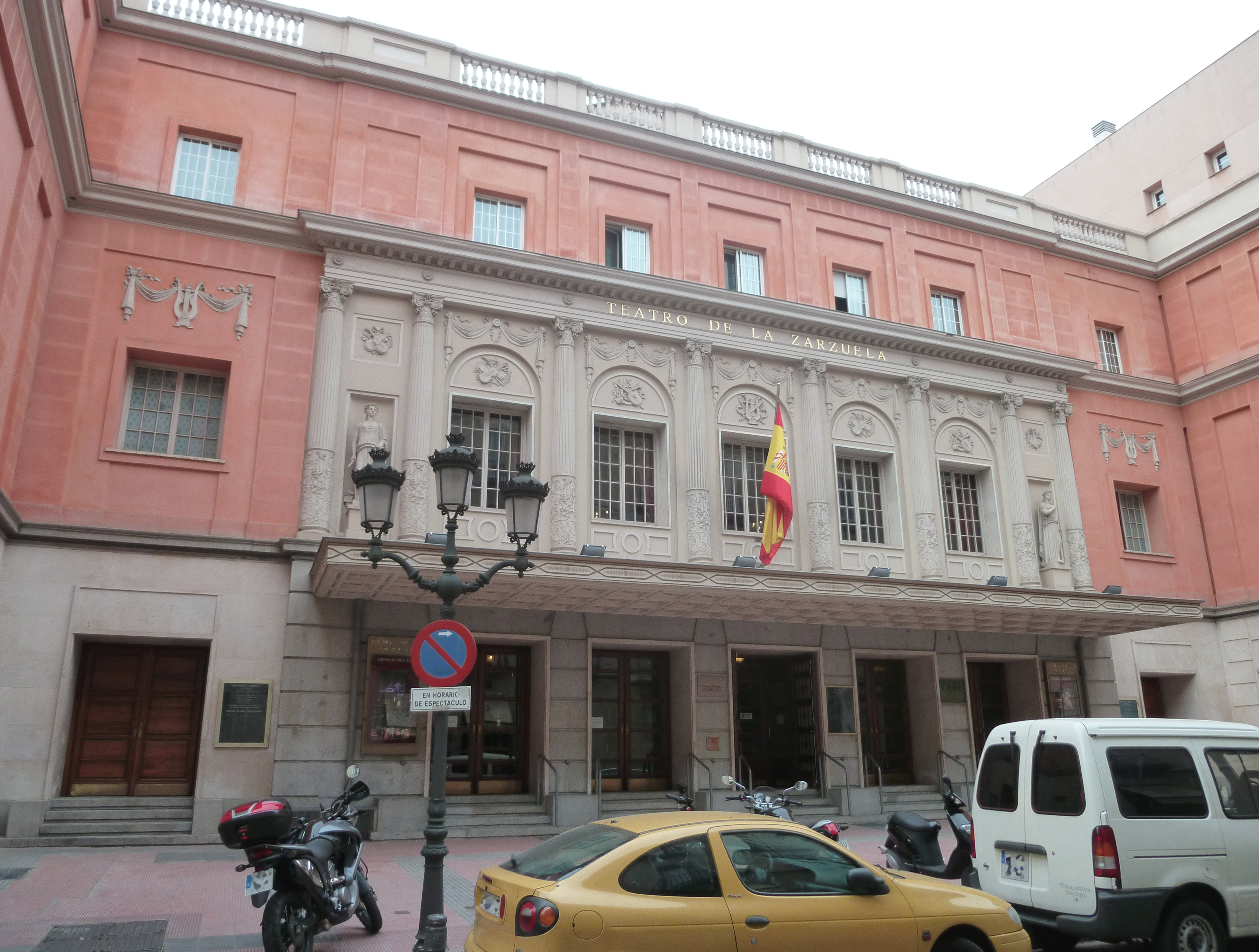
L'attuale facciata del teatro

## Storia
Il Teatro de la Zarzuela fu costruito per iniziativa della Sociedad Lírico Española, che voleva che vi fosse un luogo dedicato esclusivamente agli spettacoli di zarzuela nella capitale spagnola. L'opera fu finanziata dal banchiere Francisco de las Rivas. Il progetto fu affidato all'architetto Jerónimo de Gándara, che prese a modello la Scala di Milano. Così fu costruito un teatro a ferro di cavallo con tre ordini di palchi. I posti a sedere sono 1242.
L'inaugurazione ebbe luogo nel 1856. 

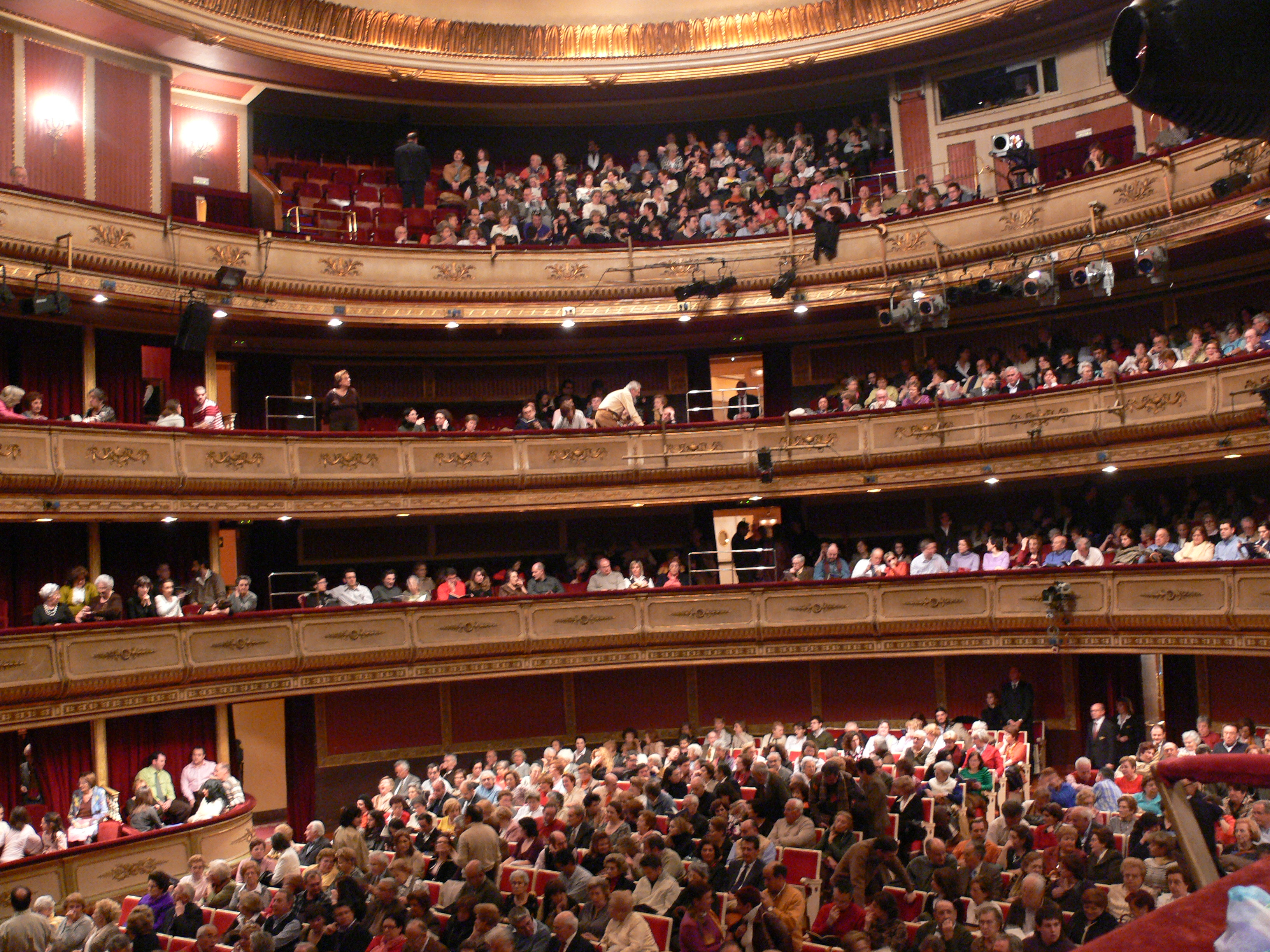
La sala del teatro

Nella seconda metà dell'Ottocento il Teatro divenne il principale centro della zarzuela e vi si tennero le prime di molte nuove zarzuelas, fra cui quelle dei promotori del Teatro: Francisco Asenjo Barbieri, Rafael Calleja Gómez, Joaquín Gaztambide, Rafael Hernando, José Inzenga, Luis Olona e Cristóbal Oudrid.
Nel 1909 l'edificio fu quasi distrutto da un terribile incendio. Fu perciò ricostruito, utilizzando meno legno e più metallo, nel 1914.
Il teatro fu successivamente ristrutturato nel 1956 quando fu acquisito dalla Sociedad General de Autores y Editores, ma perse buona parte della facciata e della decorazione dell'interno.
Nel 1984 il teatro divenne di proprietà dello Stato spagnolo. Il Ministero della Cultura, in mancanza di un teatro dell'opera a causa della chiusura del Teatro Real, allargò l'attività del Teatro della Zarzuela dalla zarzuela e dall'opera alla danza ed al flamenco. Nel 1998, dopo la riapertura del Teatro Real, il Teatro de la Zarzuela fu dichiarato monumento nazionale e nuovamente ristrutturato, recuperando la forma originale, per essere dedicato esclusivamente alla lirica spagnola.